# گلدره (تهران)
گلدره روستایی از توابع بخش بومهن شهرستان پردیس واقع در استان تهران ایران.

## جمعیت
این روستا در دهستان گلخندان قرار دارد و براساس سرشماری مرکز آمار ایران در سال ۱۳۸۵، جمعیت آن ۲۴۳ نفر (۶۴خانوار) بوده‌است.